# النمسا السفلى
النمسا السفلى (بالألمانية: Niederösterreich، وبالتشيكية: Dolní Rakousy، وبالسلوفاكية: Dolné Rakúsko) هي ولاية تقع في شمال شرق النمسا قرب الحدود التشيكية-السلوفاكية، يحيط بها شرقاً إقليم العاصمة فيينا من الداخل وتحدها النمسا العليا شمالاً غربياً وستيريا جنوباً كما تحدها بورغنلاند في الجنوب الشرقي.

## أعلام
- هيرمان ايرهارت
- غوستاف أدولف نيومان
- أودو بيرنبوم
- ماريان هاينش
- كارل زيلر
- ريتشارد فينبيتشلار

## انظر أيصًا
- كوتنغبرون